# الكسندر هاتشينسون
الكسندر هاتشينسون هو سياسي أمريكي، ولد في 4 يوليو 1764 في غرافتون في الولايات المتحدة، وتوفي في 25 فبراير 1853.